# Écomusée du chanvre
 (juin 2023).
Si vous disposez d'ouvrages ou d'articles de référence ou si vous connaissez des sites web de qualité traitant du thème abordé ici, merci de compléter l'article en donnant les références utiles à sa vérifiabilité et en les liant à la section « Notes et références ».
L'écomusée du chanvre est un musée ethnographique situé à Champorcher, en Vallée d'Aoste, géré par la coopérative Lou dzeut.

## Description
Le musée est aménagé à l'intérieur d'une ancienne maison à quatre étages datant du XVIIIe siècle, dénommée Maison de Thomas (ou Mite de Toumà, en patois champorcherin).

## Galerie d'images

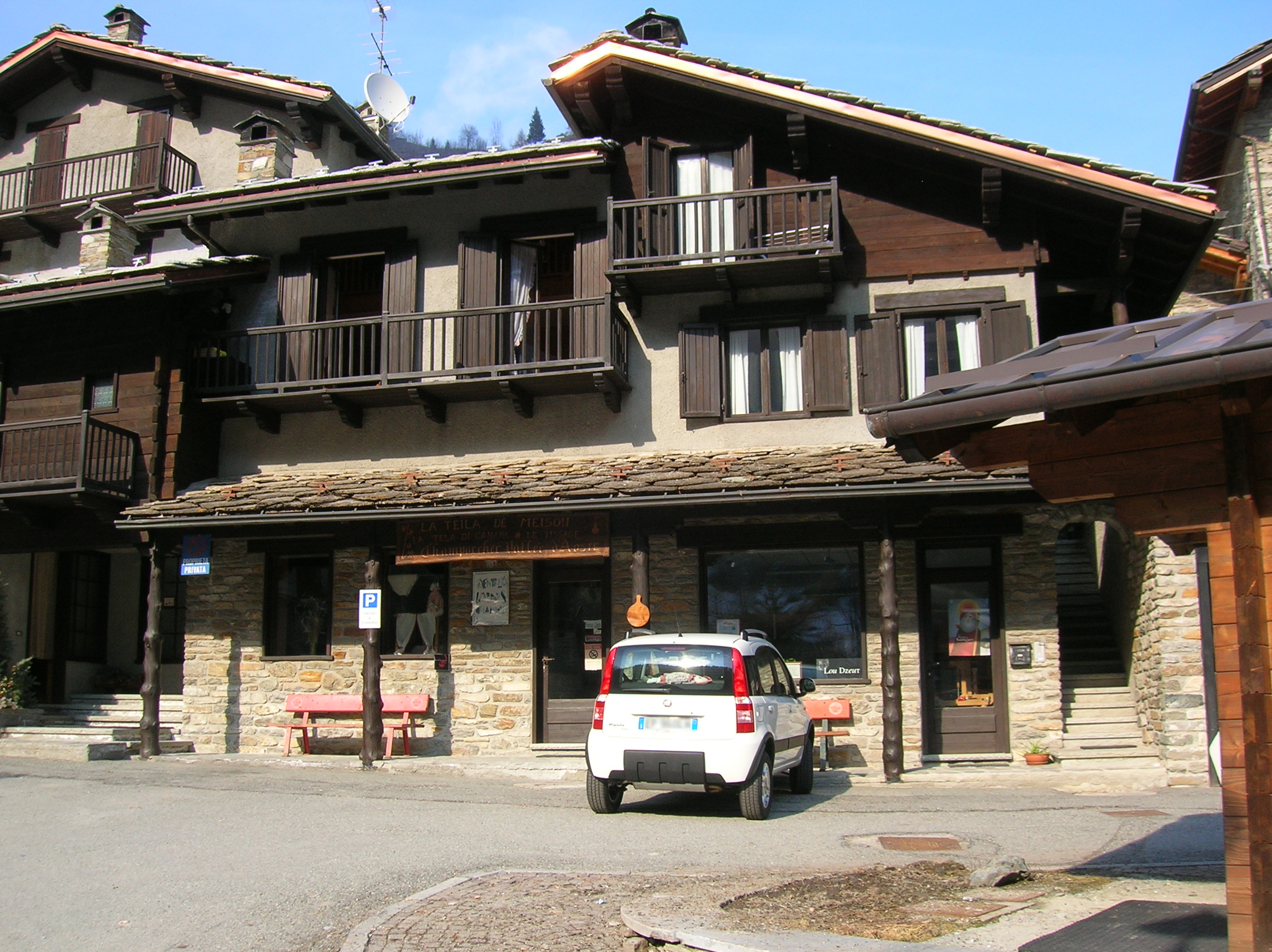
Le siège de la coopérative Lou Dzeut.